# Amundsenia
Amundsenia — рід грибів родини Teloschistaceae. Назва вперше опублікована 2014 року.

## Класифікація
До роду Amundsenia відносять 2 види:
- Amundsenia approximata
- Amundsenia austrocontinentalis